# Serie B 1941-1942 (pallacanestro maschile)
Il campionato di Serie B 1941-1942 di pallacanestro maschile secondo livello del 22º campionato italiano, è il 5° organizzato dalla Federazione Italiana Pallacanestro sotto questa denominazione.
Ha visto al via 19 squadre, suddivise in 4 gironi. Inizialmente si stabilì che le squadre vincenti di ogni girone si sarebbero affrontate in un nuovo girone unico, con gare di a/r. Nell'aprile del 1942, a causa delle difficoltà logistiche legate alle vicende belliche, si stabilì invece che le quattro squadre partecipanti al girone finale avrebbero disputato un girone semplice di sole gare d'andata, da giocare a Roma. Le prime due squadre classificate avrebbero ottenuto la promozione in Serie A.
Ha visto al via 19 squadre, suddivise in 4 gironi, dodici sono Gruppi Universitari Fascisti, due sono della Gioventù Italiana del Littorio, due del dopolavoro ed una società cestistica (Dop.Ilva Trieste) che vincerà il campionato.

## Gironi

### Girone I
|  |    | Classifica              | Pt  | G  | V | N | P | PtF | PtS |
|  | -- | ----------------------- | --- | -- | - | - | - | --- | --- |
|  | 1. | Dopolavoro Ilva Trieste | 18  | 10 | 9 | 0 | 1 | -   | -   |
|  | 2. | R.G.G. Torino           | 12  | 10 | 6 | 0 | 4 | -   | -   |
|  | 3. | G.U.F. Milano           | 10  | 10 | 5 | 0 | 5 | -   | -   |
|  | 4. | G.U.F. Padova           | 10  | 10 | 5 | 0 | 5 | -   | -   |
|  | 5. | G.U.F. Cremona          | 5 * | 10 | 3 | 0 | 7 | -   | -   |
|  | 6. | G.U.F. Bologna          | 4   | 10 | 2 | 0 | 8 | -   | -   |

* Penalizzato un punto per ritiro

### Girone II
|  |    | Classifica                     | Pt  | G  | V | N | P  | PtF | PtS |
|  | -- | ------------------------------ | --- | -- | - | - | -- | --- | --- |
|  | 1. | G.U.F. Ravenna                 | 18  | 10 | 9 | 0 | 1  | -   | -   |
|  | 2. | G.U.F. Trieste                 | 16  | 10 | 8 | 0 | 2  | -   | -   |
|  | 3. | G.U.F. Firenze                 | 14  | 10 | 7 | 0 | 3  | -   | -   |
|  | 4. | G.U.F. Reggio Emilia           | 8   | 10 | 4 | 0 | 6  | -   | -   |
|  | 5. | G.I.L. Zona Industriale Napoli | 3 * | 10 | 2 | 0 | 8  | -   | -   |
|  | 6. | G.U.F. Ferrara                 | 0   | 10 | 0 | 0 | 10 | -   | -   |

* Penalizzato un punto per ritiro

### Girone III
|  |    | Classifica           | Pt  | G | V | N | P | PtF | PtS |
|  | -- | -------------------- | --- | - | - | - | - | --- | --- |
|  | 1. | G.U.F. Forlì         | 12  | 6 | 6 | 0 | 0 | -   | -   |
|  | 2. | G.U.F. Ascoli Piceno | 5 * | 6 | 3 | 0 | 3 | -   | -   |
|  | 3. | G.U.F. Parma         | 4   | 6 | 2 | 0 | 4 | -   | -   |
|  | 4. | G.I.L. Foscari Barra | 2   | 6 | 1 | 0 | 5 | -   | -   |

* Penalizzato un punto per ritiro

### Girone IV

#### Classifica
|  | Pos. | Squadra        | Pt | G | V | N | P | PtF | PtS |
|  | ---- | -------------- | -- | - | - | - | - | --- | --- |
|  | 1.   | G.U.F. Palermo | 6  | 4 | 3 | 0 | 1 | 128 | 83  |
|  | 2.   | G.U.F. Messina | 6  | 4 | 3 | 0 | 1 | 154 | 75  |
|  | 3.   | G.U.F. Trapani | 0  | 4 | 0 | 0 | 4 | 73  | 197 |

Legenda:
      Ammessa al girone finale.
Regolamento:
Due punti a vittoria, uno al pareggio, zero alla sconfitta.

## Girone finale

### Classifica
|  | Pos. | Squadra        | Pt | G | V | N | P | PtF | PtS |
|  | ---- | -------------- | -- | - | - | - | - | --- | --- |
|  | 1.   | G.U.F. Palermo | 4  | 3 | 2 | 0 | 1 | 68  | 76  |
|  | 2.   | Ilva Trieste   | 4  | 3 | 2 | 0 | 1 | 86  | 69  |
|  | 3.   | G.U.F. Forlì   | 2  | 3 | 1 | 0 | 2 | 91  | 93  |
|  | 4.   | G.U.F. Ravenna | 2  | 3 | 1 | 0 | 2 | 73  | 80  |

Legenda:
      Promossa in Serie A.
Regolamento:
Due punti a vittoria, uno al pareggio, zero alla sconfitta.

## Spareggio per il titolo
| Roma 9 agosto 1942 | Ilva | 35 – 17 | Palermo |  |

## Verdetti
- Ilva Trieste e GUF Palermo sono promosse in Serie A.